# Ernst Haas (science politique)
Pour les articles homonymes, voir Haas et Ernst Haas.
Ernst Haas (31 mars 1924 – 6 mars 2003) était un chercheur en sciences politiques américano-allemand ayant fait d'importantes contributions aux discussions théoriques liées aux relations internationales et à l'intégration européenne.
Il était une autorité au sujet des théories des relations internationales et était le fondateur du néo-fonctionnalisme.
Il était membre de l'Académie américaine des arts et des sciences et était consultant pour des organisations nationales et internationales.

## Biographie

### Jeunesse et formation
E. Haas est né à Francfort-sur-le-Main en 1924 d'une famille juive non-pratiquante. Il émigra à Chicago aux États-Unis en 1938 à la suite de la montée du nazisme et de l'anti-sémitisme en Allemagne.
Il étudia à l'université de Chicago et travailla au Service de renseignement militaire de l'armée américaine de 1943 à 1946 où il étudia le japonais et les armes japonaises.
Après la guerre, il étudia à l'université Columbia, où il reçut une licence en lettres, suivi par un master. C'est également à Columbia qu'il obtiendra son doctorat en droit public et gouvernement en 1952.

### Carrière académique
« Haas : … le principal thème qui soutient tout ce que j'ai fait … est les conditions selon lesquels l’État tel que nous l'entendons disparait, se désintègre, s'affaiblit, change, … pourquoi cet intérêt dans l’État ? Parce que j'ai grandi dans un système étatique extrêmement puissant qui me victimisait, donc mon idée était : comment dans le futur peut-on se débarrasser des États de ce type ? »

— From Conversations with History, February 2002
Haas a commencé sa carrière académique en 1951 à l'université de Californie à Berkeley (UC Berkeley) où il est resté jusqu'à sa mort.
De 1969 à 1973, il fut directeur de l'Institut d'études internationales de l'UC Berkeley.
Il était professeur de gouvernement dans le département de sciences politiques de l'UC Berkeley. Après sa retraite en juin 1999, il continua ses travaux de chercheurs et d'enseignant à Berkeley.

## Vie privée
Haas a été marié à Hildegarde Vogel Haas pendant 57 ans. Ils ont un fils, Peter M. Haas (en), qui est un professeur de sciences politiques à l'université du Massachusetts-Amherst.

## Travaux

### Intérêts
Haas était principalement intéressé par l'intégration internationale. Il réalisa que la politique traditionnelle européenne pouvait changer dramatiquement par la liberté de mouvement des biens, des capitaux et des personnes. Son analyse différait toutefois fortement du libéralisme classique.
Il est le fondateur du néo-fonctionnalisme, comme approche de l'étude de l'intégration. Le néo-fonctionnalisme reconnait l'importance des États nationaux mais reconnait également le rôle des groupes d'intérêts régionaux et la bureaucratie des organisations régionales. Bien que les États membres créent les conditions initiales, les groupes d'intérêt régionaux et la bureaucratie internationale permet au processus de continuer, et les gouvernements nationaux résolvent de plus en plus leurs conflits d'intérêts en conférant plus d'autorité aux organisations régionales. Les citoyens regardent donc de plus en plus les organisations régionales pour des solutions à leurs problèmes.
Son principal sujet d'étude est l'intégration européenne.

### Publications
Haas a publié de nombreux livres, monographies et articles. En 1997, The Uniting of Europe fut choisi comme l'un des 50 livres les plus importants des relations internationales du XXe siècle par la revue spécialisée Foreign Affairs,.
Parmi ses travaux figurent :
- Ernst B. Haas, The reconciliation of conflicting colonial policy aims : acceptance of the League of Nations mandate system, vol. 6(4), Int. Organ., 1952, p. 521–536
- Ernst B. Haas, The balance of power as a guide to policy-making, vol. 15(3), J. Polit., 1953, p. 370–398
- Ernst B. Haas, The Uniting of Europe, Stanford, Stanford University Press, 1958
- Ernst B. Haas, International integration : the European and the universal process, vol. 15(3), Int. Organ., 1961, p. 366–392
- Ernst B. Haas, Beyond the Nation State, Stanford, Stanford University Press, 1964
- Ernst B. Haas, Human Rights and International Action, Stanford, Stanford University Press, 1970
- Ernst B. Haas, « Global Evangelism Rides Again: How to Protect Human Rights Without Really Trying », University of Calififornia Policy Paper, Berkeley, no 5,‎ 1978
- Ernst B. Haas, When Knowledge is Power : Three Models of Change in International Organizations, Berkeley, University of Calififornia Press, 1990
- Ernst B. Haas, « Beware the Slippery Slope: Notes Toward the Definition of Justifiable Intervention », Institute of International Studies Policy Papers, Berkeley, University of California, no 42,‎ 1993
- Ernst B. Haas, Nationalism, Liberalism and Progress : The Rise and Decline of Nationalism, vol. 1, Ithaca, Cornell University Press, 1997
- (en) Ernst B. Haas, Nationalism, Liberalism and Progress : The Dismal Fate of New Nations, vol. 2, Ithaca, Cornell University Press, coll. « Cornell studies in political economy », 2000, 362 p., 2 volumes (ISBN 978-0-8014-3108-1 et 978-0-801-43109-8, OCLC 35842641, lire en ligne)

## Sources
- (en) Cet article est partiellement ou en totalité issu de l’article de Wikipédia en anglais intitulé « Ernst B. Haas » (voir la liste des auteurs).